# Condado de Morgan (Ohio)
O condado de Morgan (em inglês: Morgan County), fundado em 1817, é um de 92 condados do estado estadounidense de Ohio. No ano 2000, o condado tinha uma população de 14,897 habitantes e uma densidade populacional de 14 pessoas por km². A sede do condado é McConnelsville. O condado recebe seu nome em honra a Daniel Morgan.

## Geografia
Segundo o Departamento do Censo, o condado tem uma área total de 1,093 km², da qual 1,082 km² é terra e 11 km² (0.85%) é água.

### Condados adjacentes
- Condado de Muskingum (norte)
- Condado de Noble (nordeste)
- Condado de Washington (sudeste)
- Condado de Athens (sudoeste)
- Condado de Perry (oeste)

## Demografia
Segundo o Escritório do Censo em 2000, os rendimentos médios por lar no condado eram de $28,868, e os rendimentos médios por família eram $34,973. Os homens tinham uns rendimentos médios de $30,411 em frente aos $21,039 para as mulheres. A renda per capita para o condado era de $13,967. Ao redor de 18.40% da população estavam por abaixo do linha da pobreza.

## Municipalidades

### Villas
| - Chesterhill - Malta | - McConnelsville - Stockport |

### Áreas não incorporadas
- Rose Farm

### Municípios
O condado de Morgan está dividido em 15 municípios:
| - Bloom - Bristol - Center - Deerfield | - Homer - Malta - Manchester - Marion | - Meigsville - Morgan - Penn | - Union - Windsor - York |